# 川柯
川柯（学名：Lithocarpus fangii）是壳斗科柯属的植物，是中国的特有植物。分布于中国大陆的贵州、四川等地，生长于海拔800米至1,000米的地区，常生长在山地杂木林中，目前尚未由人工引种栽培。

## 别名
川黔石栎（贵州植物志）

## 异名
- Pasania fangii Hu et Cheng